# L'intervento
L'intervento (titolo originale Intervention) è un romanzo di fantascienza scritto da Julian May e pubblicato nel 1987.
Costituisce un «vinculum» o volume di collegamento tra la Saga dell'esilio nel Pliocene (1981-1984) e la Trilogia del Milieu Galattico (1991-1996), entrambe ambientate nello stesso universo immaginario caratterizzato dall'evoluzione dell'umanità verso un livello mentale superiore e dal suo ingresso nel Milieu Galattico, una federazione formata da razze aliene dotate di analoghe facoltà mentali.

## Trama
Ambientato tra il 1945 e il 2013, il romanzo racconta dell'apparizione dei primi metapsichici operanti, della reazione dei "normali" alla presenza di menti così dotate e degli inevitabili mutamenti politici, sociali, economici, legislativi, fino al Grande Intervento, quando rappresentanti del Milieu Galattico mostrano la propria esistenza all'umanità.

## Riferimenti letterari
L'autrice rende esplicitamente omaggio ad un classico della fantascienza incentrato sul tema del superuomo, Q.I. 10000 (Odd John) (1935) di Olaf Stapledon, la cui lettura durante l'adolescenza è una vera rivelazione per il personaggio di "Rogi" Remillard.

## Edizioni
- Julian May, Intervention, Boston, Houghton Mifflin, 1987.
- Julian May, L'intervento, traduzione di Annarita Guarnieri, collana Cosmo Oro n° 95, Editrice Nord, 1988,  p. 580. Introduzione dell'autrice all'edizione italiana tradotta da Piergiorgio Nicolazzini.